# Документація
Документа́ція — множина документів підібраних зі спеціальною метою.
Документа́ція — сукупність офіційно визнаних, взаємопов'язаних та складених у визначеній формі документів, які містять передбачувану інформацію про виріб, процес або діяльність даного підприємства. Відповідно до області застосування документації поділяються на бухгалтерські, конструкторські, нормативні, наукові, технічні, товарні тощо.
Вимоги до переліку документів визначаються технічним завданням, до вмісту документів — стандартами або додатково та окремо погодженими документами.